# Gautampura
Gautampura är en ort i Indien.   Den ligger i distriktet Indore och delstaten Madhya Pradesh, i den centrala delen av landet, 700 km söder om huvudstaden New Delhi. Gautampura ligger 502 meter över havet och antalet invånare är 14 562.
Terrängen runt Gautampura är mycket platt. Runt Gautampura är det ganska tätbefolkat, med 179 invånare per kvadratkilometer. Närmaste större samhälle är Barnagar, 16,0 km väster om Gautampura. Trakten runt Gautampura består till största delen av jordbruksmark.